# Claudio Husaín
Claudio Daniel Husaín (San Justo, 20 novembre 1974) è un ex calciatore argentino, di ruolo centrocampista.

## Carriera
Soprannominato "El Picapietre", Claudio Husaín crebbe calcisticamente nelle file del Vélez Sársfield, che resta ancora oggi la squadra dove ha giocato più partite. Passato al River Plate nel gennaio 2000, fu poi acquistato dal Napoli, dove esordì in Serie A e giocò 29 partite. Nonostante questo non convinse la società che l'anno successivo lo cedette in prestito al River Plate, dal quale tornò nel gennaio successivo, con il Napoli in B, dove giocò poco e senza incidere (appena 11 presenze).
Ceduto in via definitiva al River Plate, ha poi giocato in Messico con il Tigres, prima di tornare definitivamente in Argentina, acquistato dal Newell'Old Boys.

### Nazionale
In nazionale vanta 14 presenze, ha partecipato all'edizione del 1997 e del 1999 della Copa América, inoltre è stato convocato per il campionato del mondo 2002, senza però mai giocare.

### Vita privata
Suo fratello minore Dario Husaín è anch'egli un ex calciatore.

## Statistiche

### Cronologia presenze e reti in nazionale
| Cronologia completa delle presenze e delle reti in nazionale ― Argentina | Cronologia completa delle presenze e delle reti in nazionale ― Argentina | Cronologia completa delle presenze e delle reti in nazionale ― Argentina | Cronologia completa delle presenze e delle reti in nazionale ― Argentina | Cronologia completa delle presenze e delle reti in nazionale ― Argentina | Cronologia completa delle presenze e delle reti in nazionale ― Argentina | Cronologia completa delle presenze e delle reti in nazionale ― Argentina | Cronologia completa delle presenze e delle reti in nazionale ― Argentina |
| Data                                                                     | Città                                                                    | In casa                                                                  | Risultato                                                                | Ospiti                                                                   | Competizione                                                             | Reti                                                                     | Note                                                                     |
| ------------------------------------------------------------------------ | ------------------------------------------------------------------------ | ------------------------------------------------------------------------ | ------------------------------------------------------------------------ | ------------------------------------------------------------------------ | ------------------------------------------------------------------------ | ------------------------------------------------------------------------ | ------------------------------------------------------------------------ |
| 11-6-1997                                                                | Cochabamba                                                               | Argentina                                                                | 0 – 0                                                                    | Ecuador                                                                  | Coppa America 1997 - 1º turno                                            | -                                                                        |                                                                          |
| 14-6-1997                                                                | Cochabamba                                                               | Argentina                                                                | 2 – 0                                                                    | Cile                                                                     | Coppa America 1997 - 1º turno                                            | -                                                                        | 80’                                                                      |
| 3-2-1999                                                                 | Maracaibo                                                                | Venezuela                                                                | 0 – 2                                                                    | Argentina                                                                | Amichevole                                                               | -                                                                        | 23’                                                                      |
| 10-2-1999                                                                | Los Angeles                                                              | Messico                                                                  | 0 – 1                                                                    | Argentina                                                                | Amichevole                                                               | -                                                                        |                                                                          |
| 9-6-1999                                                                 | Chicago                                                                  | Argentina                                                                | 2 – 2                                                                    | Messico                                                                  | Amichevole                                                               | -                                                                        | 65’                                                                      |
| 13-6-1999                                                                | Washington                                                               | Stati Uniti                                                              | 1 – 0                                                                    | Argentina                                                                | Amichevole                                                               | -                                                                        |                                                                          |
| 7-7-1999                                                                 | Luque                                                                    | Argentina                                                                | 2 – 0                                                                    | Uruguay                                                                  | Coppa America 1999 - 1º turno                                            | -                                                                        | 85’                                                                      |
| 7-9-1999                                                                 | Porto Alegre                                                             | Brasile                                                                  | 4 – 2                                                                    | Argentina                                                                | Amichevole                                                               | -                                                                        |                                                                          |
| 13-10-1999                                                               | Córdoba                                                                  | Argentina                                                                | 2 – 1                                                                    | Colombia                                                                 | Amichevole                                                               | -                                                                        | 71’                                                                      |
| 3-9-2000                                                                 | Lima                                                                     | Perù                                                                     | 1 – 2                                                                    | Argentina                                                                | Qual. Mondiali 2002                                                      | -                                                                        | 73’                                                                      |
| 8-10-2000                                                                | Buenos Aires                                                             | Argentina                                                                | 2 – 1                                                                    | Uruguay                                                                  | Qual. Mondiali 2002                                                      | -                                                                        |                                                                          |
| 15-11-2000                                                               | Santiago del Cile                                                        | Cile                                                                     | 0 – 2                                                                    | Argentina                                                                | Qual. Mondiali 2002                                                      | 1                                                                        |                                                                          |
| 28-2-2001                                                                | Roma                                                                     | Italia                                                                   | 1 – 2                                                                    | Argentina                                                                | Amichevole                                                               | -                                                                        | 73’ 90+1’                                                                |
| 13-2-2002                                                                | Cardiff                                                                  | Galles                                                                   | 1 – 1                                                                    | Argentina                                                                | Amichevole                                                               | -                                                                        | 78’                                                                      |
| Totale                                                                   |                                                                          | Presenze                                                                 | 14                                                                       |                                                                          | Reti                                                                     | 1                                                                        |                                                                          |

## Palmarès

### Club

#### Competizioni nazionali
- Campionato argentino: 7

Vélez Sársfield: Clausura 1993, Apertura 1995, Clausura 1996, Clausura 1998
River Plate: Clausura 2000, Clausura 2002, Clausura 2004

#### Competizioni internazionali
- Coppa Libertadores: 1

Vélez Sársfield: 1994
- Coppa Intercontinentale: 1

Vélez Sársfield: 1994
- Coppa Interamericana: 1

Vélez Sarsfield: 1994
- Supercoppa Sudamericana: 1

Vélez Sársfield: 1996
- Recopa Sudamericana: 1

Vélez Sársfield: 1997

### Nazionale
- Giochi panamericani: 1

1995